# Matteo Bartoli
Matteo Giulio Bartoli (Albona, 22 de setembro de 1873 – Turim, 23 de janeiro de 1946) foi um linguista italiano.

## Biografia
Matteo Giulio Bartoli nasceu em Albona, na Ístria, então parte do Império Austríaco, em 22 de setembro de 1873, seu local de nascimento influenciando posteriormente em sua paixão pelo irredentismo. Foi discípulo de Wilhelm Meyer-Lübke em Viena, Heinrich Hübschmann em Estrasburgo e de Jules Gilliéron (que despertou seu interesse por dialetologia) em Paris. Tornou-se um grande especialista nas línguas românicas da Ístria, Península Itálica e Romênia. Seu trabalho aprofundado, dedutivo e pioneiro sobre a língua dálmata, cujo último falante nativo, Tuone Udaina, morrera em 1898, causou tamanho furor na comunidade acadêmica que Bartoli ganhou uma cátedra na faculdade de letras da Universidade de Turim em 1907, onde seria professor de Antonio Gramsci. Foi um vocal opositor da escola neogramática em seu surgimento, respondendo com a doutrina que chamava de "neolinguística" ou "linguística areal", por seu foco em áreas de convergência linguística. Faleceu em Turim em 23 de janeiro de 1946.